# Fluntern
Fluntern (toponimo tedesco) è un quartiere di Zurigo di 7 865 abitanti, nel distretto 7.

## Storia

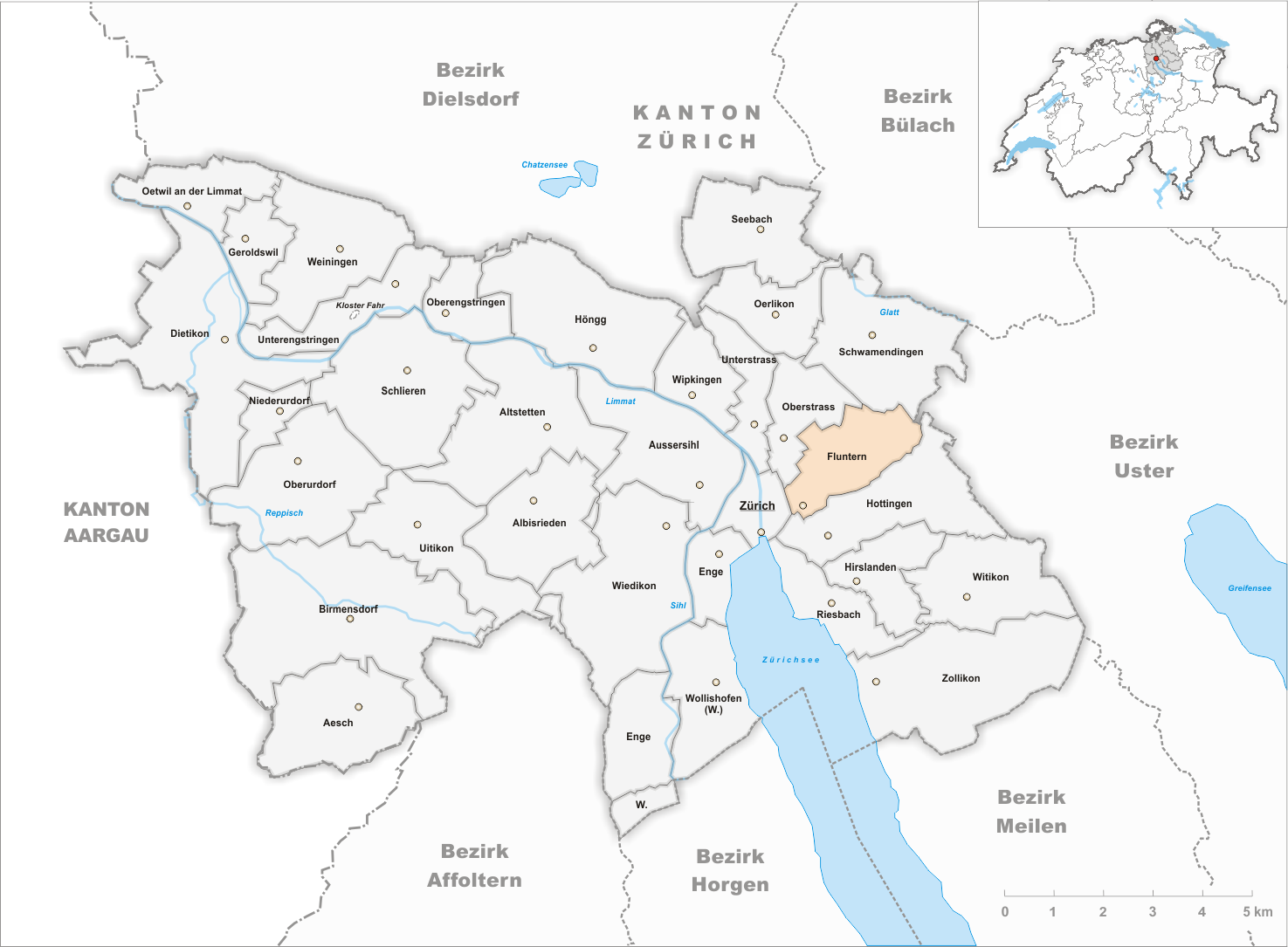
Il territorio del comune di Fluntern prima degli accorpamenti comunali del 1893

Già comune autonomo, nel 1893 è stato accorpato al comune di Zurigo assieme agli altri comuni soppressi di Aussersihl, Enge, Hirslanden, Hottingen, Leimbach, Oberstrass, Riesbach, Unterstrass, Wiedikon, Wipkingen e Wollishofen. Dopo l'incorporazione formò, assieme a Hirslanden, Hottingen e Riesbach, il V distretto; nel 1913 passò al nuovo distretto 7 assieme a Hirslanden, Hottingen e Witikon.

## Monumenti e luoghi d'interesse

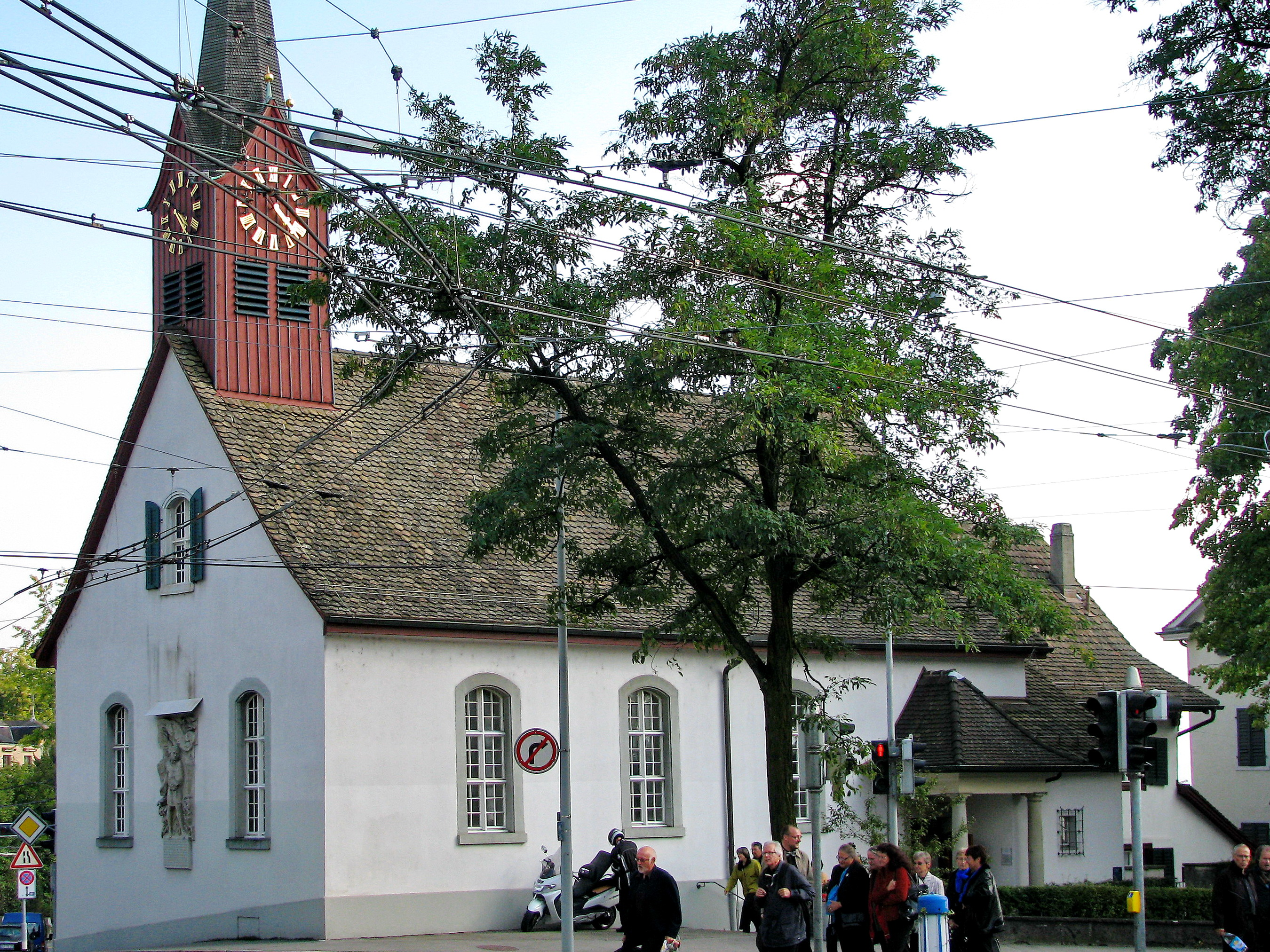
LAlte Kirche

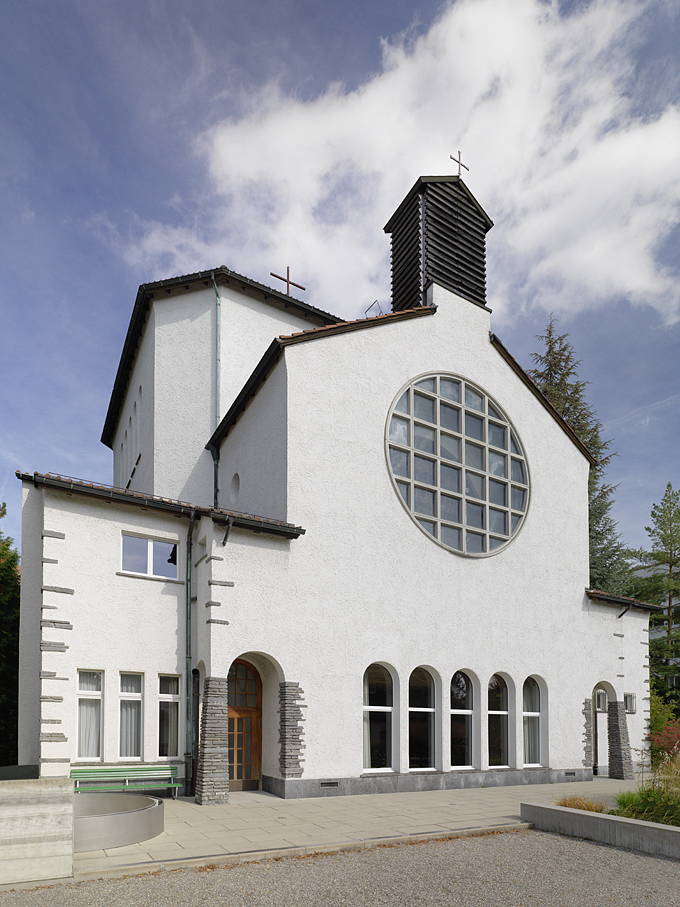
La chiesa di San Martino

- Chiesa riformata (chiesa vecchia, Alte Kirche), eretta nel 1762[1];
- Chiesa riformata (chiesa nuova, Neue Kirche, o chiesa grande, Grosse Kirche), eretta nel 1920[1];
- Chiesa cattolica di San Martino, eretta nel 1940[1].

## Società

### Evoluzione demografica
L'evoluzione demografica è riportata nella seguente tabella:
Abitanti censiti

## Amministrazione
Ogni famiglia originaria del luogo fa parte del cosiddetto comune patriziale e ha la responsabilità della manutenzione di ogni bene ricadente all'interno dei confini del comune.